# Jan Ignác František Vojta
Jan Ignác František Vojta Nigro Sylva, též Woita, Vogta (1657 Černovice – 12. 5. 1701 Praha) byl český lékař a hudební skladatel období baroka. Z Vojtových skladeb považujeme za pozoruhodné především jeho houslové sonáty, které jsou nejstarší známé houslové sonáty od českého skladatele.

## Život a vzdělání
Jan Ignác František Vojta, současník H. I. F. Bibera, se narodil v říjnu nebo listopadu roku 1657 v Černovicích u Tábora (okres Pelhřimov) jako Jan Tesař, nejstarší dítě Tomáše Tesaře a Markyty Vojtové. Nejpozději v roce 1663 přijala rodina jméno Vojta[1], obecně používané po „chalupě“, kam se roku 1657 Tomáš Tesař přiženil. 
Základní i hudební vzdělání získal Vojta v jezuitském semináři sv. Václava na Starém Městě v Praze[2]. Ve studiu pokračoval na Filosofické fakultě Pražské univerzity. Bakalářem byl promován 20. května 1677 a doktorem filozofie o rok později. Roku 1678 začíná studia medicíny[3] a 26. června 1684 byl promován doktorem medicíny[4]. Tisk Vojtovy disertační práce Hippocrates redivivus (Typis Georgii Czernoch 1684) najdeme v knihovnách v Brně, Olomouci a ve Vídni. Téhož roku vydal libreto studentské vánoční hry Tripudium Salvatoris, (Typis Georgii Czernoch 1684).
25. 11. 1684 se Vojta oženil v Týnském chrámu s Ludmilou Barborou Gertrudou Kašparovou. Měli spolu dvě děti, dceru Ludmilu (*1686) a syna Václava (*1690). Bydleli v Týnském dvoře. Byl domácím lékařem u benediktínů u sv. Mikuláše v Praze na Starém městě.
[1] Turek, Jiří: Nová fakta, in: Černovicko, květen – červen 2015
[2] V Matricula universitis Prag str.162 č.25 je zapsán "Erud/itus/ D. Joannes Voita Boh. Czernoiensis ex Sem S. Wenceslai" /archiv UK sign. M - 22 /.
[3] V " Matricula Facultatis Medicae Universitatis Pragensis" je v ročníku 1678 Vojtův vlastnoruční zápis: "Joannes Ignatius Franciscus Voita Boemus Cžernowicensis Phil. Magister".
[4] V roce 1684 je tamtéž opět vlastnoruční Vojtův zápis: "Joannes Ignatius Franciscus Voita, Boem, Czernovicensis. Anno 1684, 26 Juny,promotus in doctorem a Praenob. et Excel. viro Jacobo Joanne Wenceslao Dobrzenski de Nigro Ponte, facultatis pro tempore Spectabili decano, sub rectoratu Peril. et Gen. ac Clar. D. Georgii de Funcken Equitis". Pod tímto zápisem je poznámka děkana Lowa "obiit Pragae".

## Hudební činnost
Ve své době byl jedním z nejoblíbenějších hudebních skladatelů ve městě. K dnešnímu dni je prokázána existence jeho 27 skladeb, z nichž bylo dosud objeveno pouze sedm. Nacházejí se v knihovnách v Brně, Praze, Vídni a Paříži. Vojtovy sonáty jsou nejstarším příkladem houslových sonát od českého skladatele. V sonátách využívá techniku skordatury, v té době velmi oblíbené praxe, která umožňovala změnu výrazu, či nálady skladby. U triové sonáty „Parthia amabilis“ (1680) od „D. Woity“, poznamenává Franz Rost: „Dass zweyte Violin muss der lieblichkheit halber auff einer Brazzen gespielt werden“ (Druhé housle mají být kvůli líbeznosti hrány na violu).

## Dochované dílo
- Threnodia huius temporis (Kantáta pro soprán, bas a basso continuo)
- Tripudium Salvatoris (vánoční hra)
- Cantus dulcissonus - Anima mea dilecta (pro soprán, 2 housle a basso continuo)
- Arieta cordialis de Joanne Nepomuceno (pro dva soprány, alt tenor, bas, 2 housle, 2 hoboje, 2 trubky, tympány a varhany)
- Missa Vogtae a 4 vocibus, 2 violinis, 2 clarinis, 3 tromb. et organo
- Triptychon-Sonaten (pro skordované housle a basso continuo)
- Parthia amabilis (pro skordované housle, skordovanou violu a basso continuo)

Český barokní soubor „La Gambetta“ v roce 2006 poprvé nahrál souborné CD všech dostupných instrumentálních a vokálních Vojtových skladeb.